# Тодуа, Шалва Окропирович
Шалва Окропирович Тодуа (1914, село Ачадара, Сухумский округ, Кутаисская губерния, Российская империя — май 1971, Сухум, Абхазская АССР, Грузинская ССР) — председатель колхоза «Меоре Хутцледи» (Вторая пятилетка) Сухумского района, Абхазская АССР, Грузинская ССР. Герой Социалистического Труда (1951). Депутат Верховного Совета Абхазской АССР 5-го созыва.

## Биография
Родился в 1914 году в крестьянской семье в селе Ачадара Сухумского округа (сегодня — в городских границах Сухума). После окончания местной сельской школы трудился в сельском хозяйстве. В 1933 году окончил Сухумский табаководческий техникум, затем по комсомольской путёвке трудился проходчиком водонапорном тоннеле на строительстве Сухумской гидроэлектростанции. В 1936—1938 годах проходил срочную службу в Красной Армии, после которой трудился заместителем председателя правления Гумистского сельского потребительского общества. С 1939 года — член ВКП(б). В последующем — инструктор Сухумского райкома партии до призыва в августе 1941 года в Красную Армию по мобилизации. Участвовал в Великой Отечественной войне. Воевал при обороне Кавказа командиром взвода охраны в звании лейтенанта в составе 1-й воздушной Армии. После демобилизации возвратился в Абхазию. С 1946 года — председатель колхоза «Меоре Хутцледи» Сухумского района.
За короткое время вывел колхоз в число передовых сельскохозяйственных предприятий Сухумского района. По итогам работы в 1950 году труженики колхоза сдали государству в среднем с каждого гектара по 19,2 центнера листьев табака сорта «Самсун № 2» с площади 23 гектара. Указом Президиума Верховного Совета СССР от 19 мая 1951 года удостоен звания Героя Социалистического Труда за «получение высоких урожаев кукурузы и табака в 1948 году» с вручением ордена Ленина и золотой медали «Серп и Молот» (№ 5971).
За выдающиеся трудовые достижения по итогам Семилетки (1959—1965) награждён Орденом Трудового Красного Знамени.
Избирался депутатом Верховного Совета Абхазской АССР (1959—1963), Сухумского районного и Гумистского сельского Советов депутатов трудящихся.
В 1970 году вышел на пенсию по состоянию здоровья. Проживал в родном селе Ачадара Гумистского сельсовета. Умер в мае 1971 года.
Награды
- Герой Социалистического Труда
- Орден Ленина
- Орден Трудового Красного Знамени (02.04.1966)
- Медаль «За оборону Кавказа» (01.05.1944)